# Faïence d'Onnaing
Vous pouvez partager vos connaissances en l’améliorant (comment ?) selon les recommandations des projets correspondants.

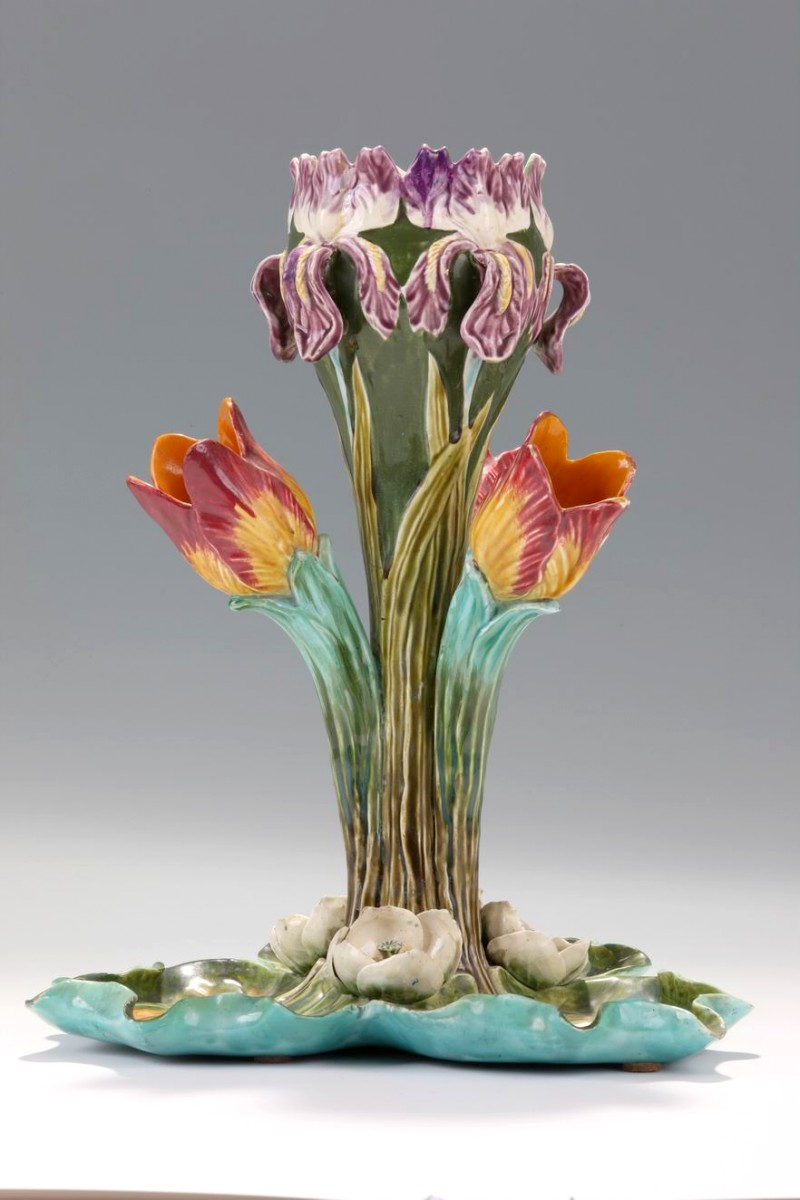
Centre de table aux 3 tulipes no 38, Faïence d'Onnaing

La faïence d’Onnaing est une production céramique qui se développa entre 1821 et 1938 dans la ville d’Onnaing, département du Nord.

## Historique

### Les origines
Fondée le 2 février 1821 par les frères Ferdinand-Louis de Bousies, Charles de Bousies (vicomte de Rouveroy), leur cousin le chevalier Adolphe de Bousies et le baron Frédéric de Sécus, la manufacture de faïence d’Onnaing est initialement une nouvelle implantation de la Faïencerie de Nimy, destinée à contourner les droits de douane. À partir de 1827, la fabrique est rachetée à plusieurs reprises et devient, en 1894, la Société Anonyme de la Faïencerie d'Onnaing.

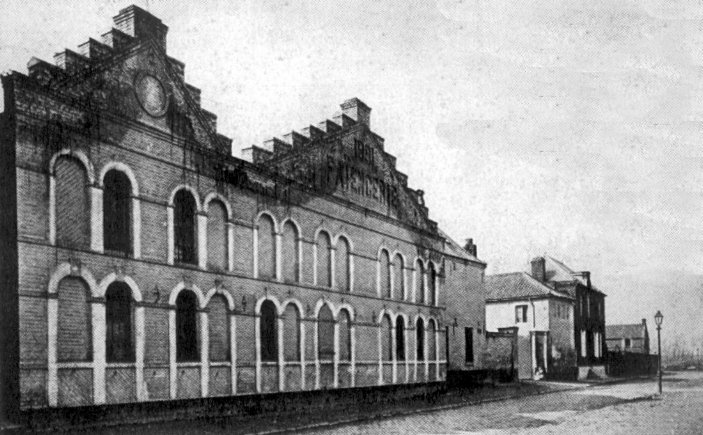
Faïencerie d'Onnaing vers 1910, Façade principale

### Le siècle de l'expansion
À partir de la fin du XIXe siècle, la faïencerie d’Onnaing se développe jusqu’à employer directement 500 ouvriers. Elle bénéficie de l’extension du réseau ferroviaire qui lui permet à la fois de s’approvisionner en matières premières et d’exporter sa production.

Au plus fort de son extension, la manufacture couvre plus de 6 hectares.

### Le déclin
Les destructions dues à la Première Guerre mondiale affectent fortement la manufacture : fours, moules, bâtiments sont détruits.

Le redémarrage de la production en 1921 ne permet pas de retrouver les niveaux du début du siècle. La demande a également évolué et la fabrication cesse en 1938. La manufacture est définitivement liquidée en 1947.

## Les caractères stylistiques
Bien que des articles sanitaires ou de vaisselle courante furent produits, la manufacture d’Onnaing concentre sa production sur des objets en faïence moulée et décorée, appelés couramment barbotines, qui lui valent sa notoriété.

Ces pièces, créées à partir de modèles inédits, reproduisent sous forme de pichets ou de jardinières des personnages, parfois politiques, des fruits ou des légumes.

Chaque pichet est désigné par un numéro et un nom évocateur : l'Hôtelier, le Tango, Mille Fleurs, Cyclamen … sans pour autant perdre son caractère utilitaire, les contenances sont précisées : de 0.90 litre pour le Canard, à 1.90 litres pour la Taverne.

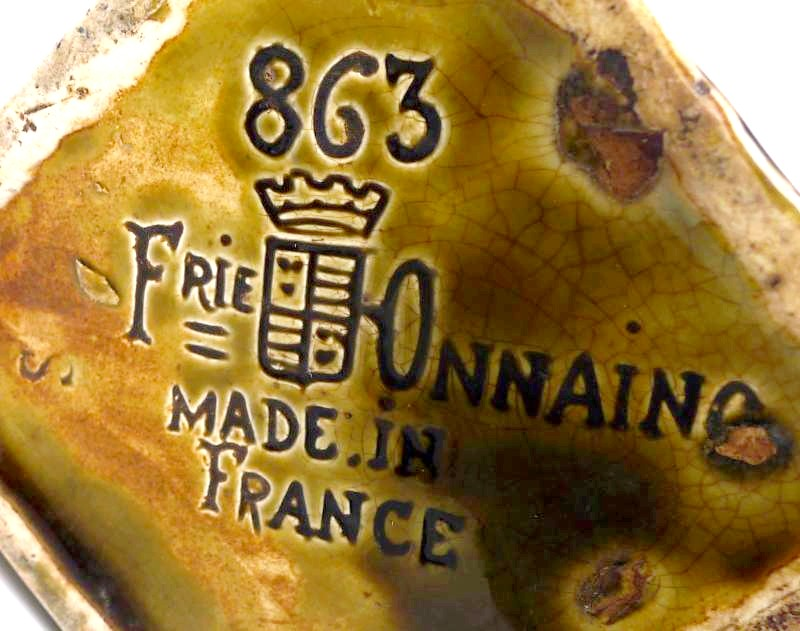
cachet de la faïencerie d'Onnaing XIXe siècle (France).